# Eragrostis acuta
Eragrostis acuta är en gräsart som beskrevs av Albert Spear Hitchcock. Eragrostis acuta ingår i släktet kärleksgrässläktet, och familjen gräs. Inga underarter finns listade i Catalogue of Life.